# Molybdäntrisulfid
Molybdäntrisulfid ist eine anorganische chemische Verbindung des Molybdäns aus der Gruppe der Sulfide. Neben der Verbindung ist mit Molybdändisulfid MoS2 ein weiteres Sulfid des Molybdäns bekannt.

## Gewinnung und Darstellung
Molybdäntrisulfid kann durch Ansäuerung einer Lösung von Ammoniumtetrathiomolybdat gewonnen werden.
{\displaystyle {\ce {(NH4)2MoS4 + H2SO4 -> MoS3 + (NH4)2SO4 + H2S}}}
Die Verbindung kann auch durch Ansäuern einer Lösung aus Molybdän(VI)-oxid und Natriumsulfid gewonnen werden.

## Eigenschaften
Molybdäntrisulfid ist ein geruchloser Feststoff, der in Form von kleinen schwarzen Blättchen mit graphitähnlichen Eigenschaften vorliegt. Analysen von für amorphes Molybdäntrisulfid erhaltenen Neutronenbeugungsdaten zeigten, dass das Material aus MoS6-Oktaedern aufgebaut ist, die durch gemeinsame Flächen miteinander verbunden sind und so Mo2S9-Einheiten bilden. Diese wiederum sind durch Verbindung über die verbleibenden oktaedrischen Flächen der MoS6-Einheiten zu ausgedehnten Ketten angeordnet. Bei Temperaturen über 350 °C zersetzt sich die Verbindung zu Molybdändisulfid.

## Verwendung
Molybdänsulfide werden häufig als Katalysatoren für das Hydrotreating eingesetzt, wobei die Hydrodesulfurierung (HDS), also die Entfernung von Schwefel aus Rohöl, eines der wichtigsten Beispiele ist.